# Don (titel)
Don is een Spaans, Portugees, Braziliaans en Italiaans predicaat, afgeleid van het Latijnse dominus (Heer). Men kan het ook als een titel beschouwen.
Don, of Doña voor vrouwen, was in Spanje, Portugal (Don/Dona) en Italië tot in de 19e eeuw een aanspreektitel voor adellijke of aanzienlijke personen: Don Juan Carlos, Doña Fabiola, Doña Paola, Don Quichot, Don Giovanni, Don Vito Corleone. Tegenwoordig wordt het op verschillende manieren gebruikt.
Een donjuan (ook wel don juan) is een vrouwenverleider, naar de naam van de legendarische vrouwenversierder Don Juan Tenorio uit de literatuur.

## Italië en katholieke kerk
In Italië wordt de titel Don gebruikt door de leden van de voormalige feodale adel van Rome en door de Markiezen met de baldakijn. Italiaanse prinsen en hertogen worden met "Don" aangesproken en zij plaatsen deze titel of het predicaat na hun academische titel en voor hun voornaam. De adellijke en feodale rang van de beide echtelieden speelde een rol bij het gebruiken van de titel Don en kardinalen in de familie droegen bij aan het prestige omdat deze geestelijken "prinsen van de kerk" zijn en diplomatiek als kroonprins van de troon van Petrus worden beschouwd.
Ook de hoge, al dan niet erfelijke, posities aan het Pauselijk hof speelden een rol bij het toekennen van het predicaat. De grootofficieren van de pontificale huishouding werden met Don aangesproken. Tegenwoordig worden priesters als Don vermeld.
Er wordt voorts ook wel de baas van verschillende afdelingen binnen de maffia mee aangeduid.

## Spanje
In Spanje wordt Don nog gebruikt voor leraren. Vaak wordt het afgekort als D.
Na Don komt de voornaam en eventueel de achternaam, men gebruikt nimmer Don met alleen de achternaam.